# Johan Bergelin
Johan Bergelin, född 1783, död 1838, var en svensk apotekare och riksdagsman.
Johan Bergelin verkade som apotekare och handlare i Vimmerby. Han var riksdagsman i borgarståndet för Vimmerby stad, Gränna stad och Söderköpings stad vid riksdagen 1828/30 och var då bland annat ledamot i bevillningsutskottet och det förstärkta bankoutskottet.